# Cowling (Craven)
Pour les articles homonymes, voir Cowling.
Cowling est un village et une paroisse civile du Yorkshire du Nord, en Angleterre.